# Padang Laweh Malalo
Padang Laweh Malalo is een bestuurslaag in het regentschap Tanah Datar van de provincie West-Sumatra, Indonesië. Padang Laweh Malalo telt 1923 inwoners (volkstelling 2010).